# Julie Ellis
Julie Ellis (21 de febrero de 1919 - 15 de febrero de 2006) fue una de las primeras escritoras de ficción pulp lesbiana de la década de 1960, y escribió novelas románticas y eróticas a favor de las lesbianas bajo diversos seudónimos para Midwood-Tower Publications. Cambió sus seudónimos de escritura y el uso de su nombre legal en numerosas ocasiones (Julie Marvin, Marilyn Marvin, et al.) y más adelante en su vida escribió ficción histórica y romántica con el nombre de Julie Ellis.

## Biografía
Marilyn Sylvia Wasserman nació el 21 de febrero de 1919 en Columbus, Georgia, hija de HB (Herman Benjamin) Wasserman y Harriet "Hattie" Ginsberg.
En el instituto, Ellis se interesó en la actuación y la escritura. Según algunas biografías, a los dieciséis años se trasladó con su familia a Nueva York y se convirtió en miembro del grupo de teatro de su instituto, actuando en obras escolares y escribiendo sus propias obras.
Estudió brevemente en la Universidad de Georgia. Luego, dividida entre su amor por la actuación y la escritura, comenzó a actuar fuera de Broadway mientras escribía simultáneamente obras de teatro en tres actos. Una de estas obras fue opcionada para Broadway.

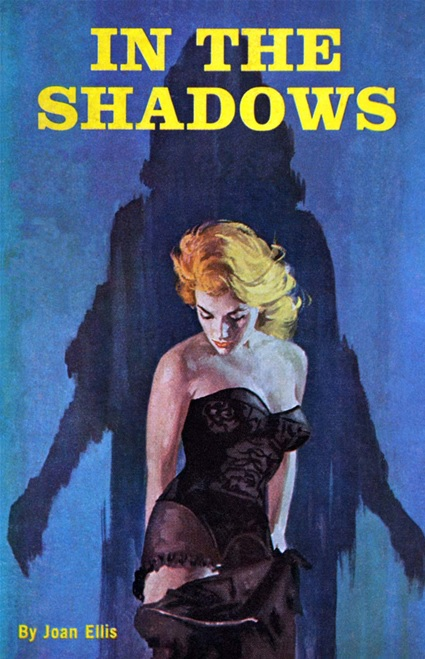
Portada de 1962 de Robert Maguire

Ellis se casó con su productor/director. La pareja vivía en East Village y tuvo dos hijos, Susan y Richard.

## Carrera profesional
Comenzó su carrera actuando off-Broadway y vendiendo guiones de radio y televisión. A finakes de la década de 1950, Ellis contaría a su sobrina Robin Cohen que había escrito y producido una obra de teatro en Greenwich Village que tenía una descripción benévola de las relaciones lésbicas.
Para mantener a su familia, Ellis se focalizó en la escritura. Se convirtió en una de las primeras escritoras regulares de Midwood-Tower Publications, escribiendo pulp fiction para ellos a principios de la década de 1960. Muchos de los libros contenían temas lésbicos, y un puñado de sus títulos ahora se consideran clásicos de pulp fiction lésbica, como In The Shadows (1962), y The Third Street (1964). Aunque nunca se identificó públicamente como lesbiana, estaba comprometida con la justicia social. En Midwood, parece que insistió a sus jefes en que sus libros pulp lésbicos terminaran felizmente para sus amantes lesbianas (lo cual es sorprendente ya que muchos pulps lésbicos de la época terminaban en tragedia o muerte). La erudita literaria Yvonne Keller nombró a Ellis entre un pequeño grupo de escritoras cuyo trabajo formaba el subgénero de la ficción pulp "pro-lesbiana"; otros incluyen a Ann Bannon, Sloane Britain, Paula Christian, March Hastings, Marjorie Lee, Claire Morgan, Vin Packer, Randy Salem, Artemis Smith, Tereska Torres, Valerie Taylor y Shirley Verel. Por su dedicación a escribir pulps pro lesbianas, recibió muchas cartas de lectoras fans lesbianas.

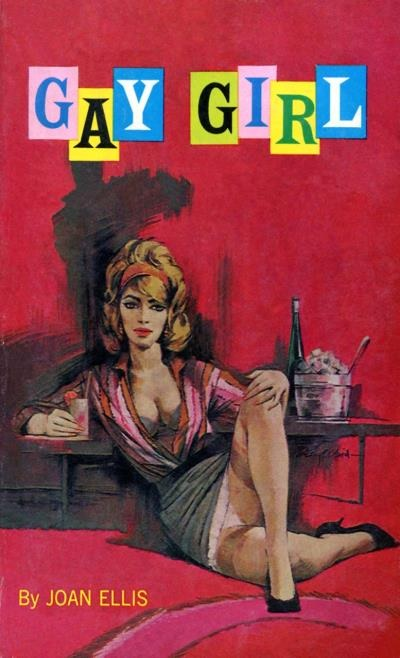
Portada de 1962 de Jerome Podwil

Un colega escritora y editora de Midwood-Tower Publications, Gilbert Fox, dijo de Ellis: "Julie no era una 'escritora de libros sucios', no pertenecía a nuestro negocio, tenía demasiada clase. Tuvo un éxito mucho mayor, todo muy merecido, después de Midwood".
Ellis escribió bajo una variedad de seudónimos. Para Midwood-Towers, escribió como Joan Ellis y Linda Michaels. Para Beacon y Domino Books fue Jill Monte. Para Paperback Library, escribió como Susan Richard (una combinación de los nombres de sus hijos), y para Avon, fue Susan Marino, porque el editor "quería un nombre italiano". Entre otros seudónimos de Ellis cabe mencionar Richard Marvin, Susan Marvin, Julie Marvin, Marilyn Marvin, Allison Lord, Ursula Grant, y Jeffrey Lord. En total, Ellis escribió unos 150 libros bajo sus muchos seudónimos.
Más adelante en su vida, comenzó a publicar novelas como Julie Ellis. Estos libros ya no eran del género pulp lésbico, sino más contemporáneos, de ficción histórica, suspenso y sagas familiares.
En 2003, Ellis fue una invitada destacada en la convención de coleccionistas de libros en rústica en la ciudad de Nueva York, junto con otra autora clásica de ficción pulp lesbiana, Ann Bannon.
Ellis tenía una sobrina, Robin Cohen, que coleccionó pulps lésbicos durante treinta años antes de darse cuenta de que su propia tía era Joan Ellis y Jill Monte. Cohen se dio cuenta de ello a través de la introducción del libro de Katherine V. Forrest Lesbian Pulp Fiction: The Sexually Intrepid World of Lesbian Paperback Novels 1950–1965. Ellis y Cohen celebraron el descubrimiento y pudieron encontrarse una vez antes de la muerte de Ellis un año después. En 2020, Robin creó y publicó en YouTube un video de memorias llamado My life in the pulps, sobre sus descubrimientos y contacto con Ann Bannon, Valerie Taylor y, finalmente, su tía abuela Julie Ellis.
Ellis falleció a causa de un derrame cerebral el 15 de febrero de 2006.

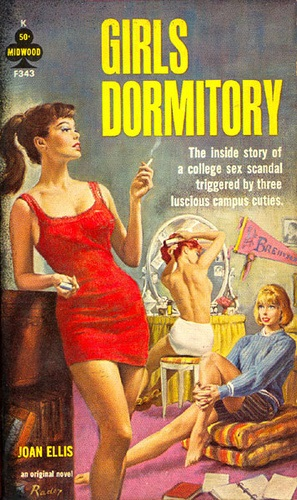
Portada de 1963 de Paul Rader

## Obra seleccionada
- Numbers Girl (1961, como Linda Michaels)[18]
- Gay Girl (1962, como Joan Ellis)[19]
- Girls in Trouble (1962, como Linda Michaels)[20]
- No Men Allowed (1962, como Joan Ellis)
- In The Shadows (1962, como Joan Ellis)
- Campus Kittens (1963, como Joan Ellis)
- The Strange Compulsions of Laura M. (1963, como Joan Ellis)
- Forbidden Sex (1963, como Joan Ellis)
- The Third Street (1964, como Joan Ellis)
- A World Divided (1964, como Jill Monte)[10]
- Thrill Clinic (1966, como Jill Monte)[21]
- Intruder at Maison Benedict (1967, como Susan Richard)[22]
- Chateau Saxony (1971, como Susan Richard)[23]
- Vendetta Castle (1971, como Susan Marino)[24]